# 킹 & 벌룬
킹 & 벌룬(キング & バルーン, King & Balloon)은 1980년에 남코가 발매한 아케이드 고정화면 슈팅 게임이다.